# Infiorate di Spello

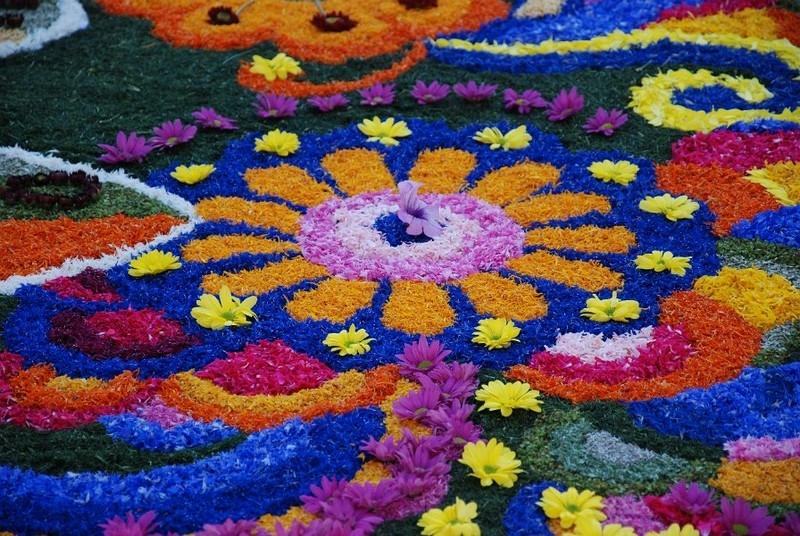
Infiorata de Spello (détail).

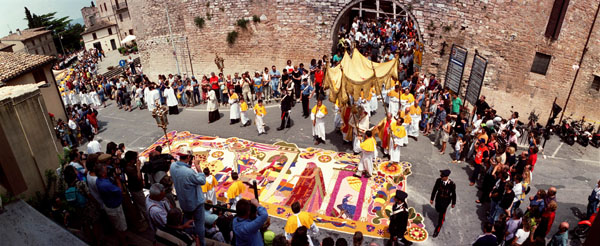
Spello : procession du Corpus Domini sur l'infiorate.

Les Infiorate de Spello sont un événement qui a lieu chaque année dans la ville de Spello dans la région italienne de l’Ombrie à l'occasion de la fête du Corpus Domini (neuvième dimanche après Pâques).
Les infioratori travaillent tout au long de l'année pour créer, entre le samedi après-midi et le dimanche matin de cette fête, des tapis et des compositions florales qui serpentent dans les rues du centre historique, destinés à honorer le passage du Corps du Christ, porté en procession par l'évêque. Le résultat est un chemin d'environ 1,5 km caractérisé par l'alternance de peintures florales expressives et raffinées.

## Histoire

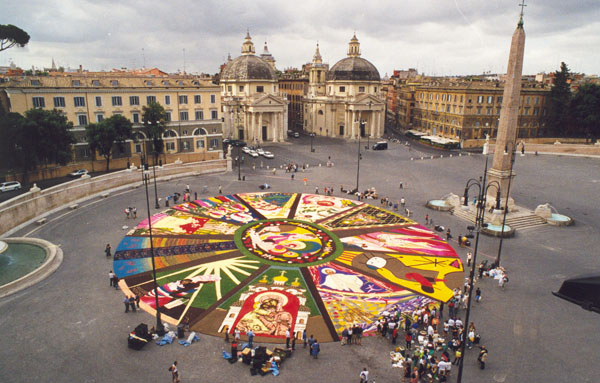
Infiorata sur la piazza del Popolo à Rome, pour le Jubilé en 2000.

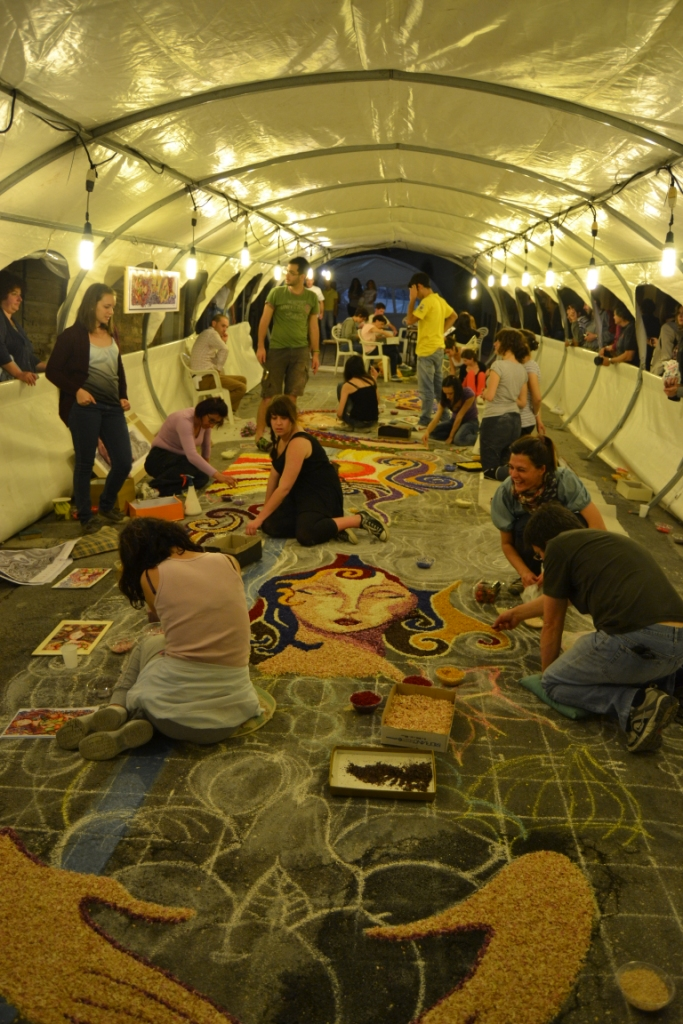
Infioratori de Spello au travail.

La coutume d'honorer la divinité avec des lancements de matière florale ou la création de compositions florales au sol se perd dans la nuit des temps et est l'héritage de toutes les communautés humaines mais, à Spello, cette tradition, qui s’est d’abord manifestée dans le lancer de fleurs, puis en plaçant sur le sol des éléments floraux à l'occasion d'événements religieux, est documenté pour la première fois le 15 juin 1602 dans un registre comptable des archives historiques de la collégiale de Santa Maria Maggiore de Spello : «  Item j'ai dépensé pour faire jeter des fleurs dans l'église le jour du Saint-Sacrement en ce quinzième jour ; [… ] Item j'ai dépensé quinze livres pour faire nettoyer la place ce jour-là ». L’évidence iconographique relative aux infiorate de Spello remonte au début des années 1900 : Benvenuto Crispoldi (1886-1923), peintre et premier maire socialiste de Spello, dépeint dans l'un de ses tableaux le passage de la procession du Corpus Domini sur l’infiorata.

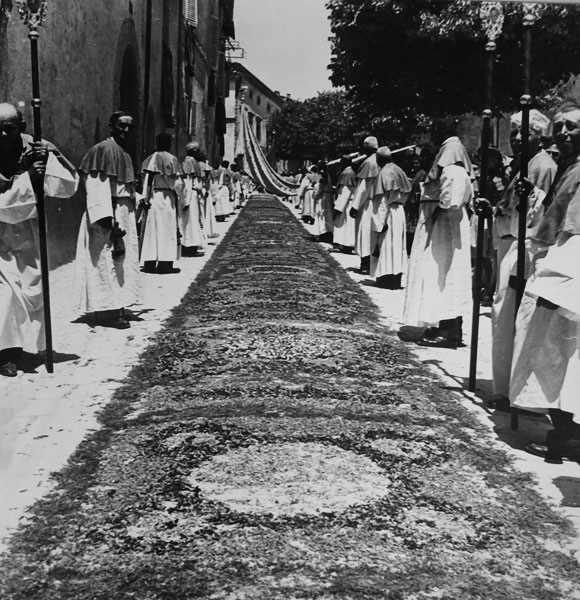
Infiorate de Spello (photo vintage).

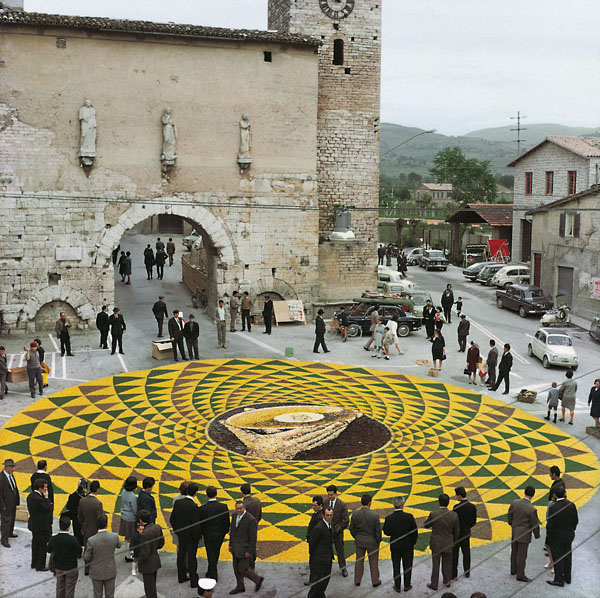
Infiorate de Spello dans les années 1970.

Avec le raffinement de la technique, ce qui était un long chemin de tapis de fleurs ininterrompu s'est morcelé au fil du temps, favorisant la naissance de groupes distincts de producteurs de fleurs qui ont créé des compositions plus grandes dans les étendues où la chaussée le permettait, à la recherche d'une plus grande perfection formelle et dans l'effort de communiquer des messages religieux et sociaux encore plus complexes. 
Depuis les années 1960, les tapis fleuris, réalisés selon des motifs géométriques et avec une partie figurative centrale dans laquelle se distinguent presque exclusivement les symboles liés au Corpus Domini, ont subi une évolution qui a conduit vers la fin des années 1980 à la prédominance du dessin central qui est maintenant devenu presque le seul protagoniste.

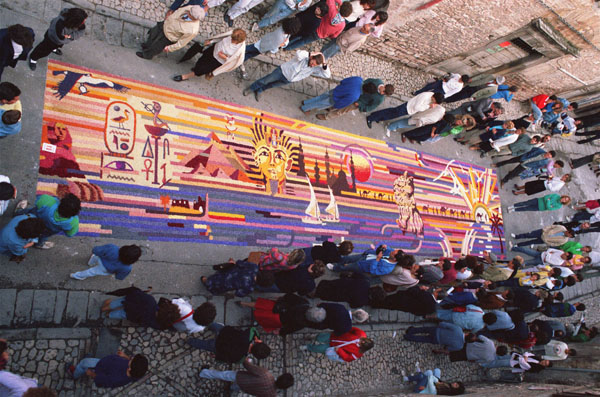
Infiorata de Spello : échapper à l'Égypte (1987).

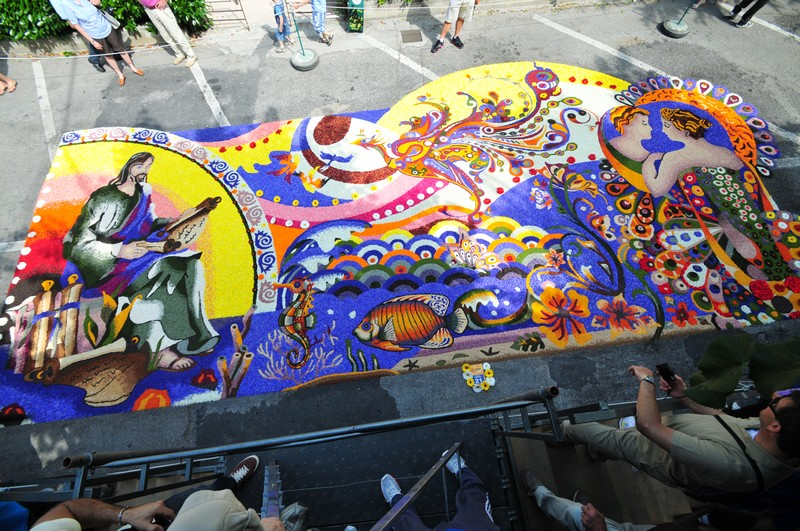
Infiorata de Spello (2012).

Les infiorate, véritables tableaux colorés avec des pétales de fleurs, ont ainsi atteint des niveaux de haute difficulté technique qui ont souvent été combinés avec l'expression et l'interprétation de thèmes religieux et sociaux tels qu'ils nécessitent non seulement une planification minutieuse, mais aussi une approche philosophique et historique ainsi que l'étude de l’art et des idées artistiques. 
L'engagement que les infioratori ont prodigué à l'évolution artistique de leur événement a conduit au concours qui se tient depuis les années 1960 pour distinguer le plus beau tapis de chaque édition. Les premiers concours, d'une manière absolument informelle, ont été organisés par les prieurs des deux écoles collégiales de Spello, Santa Maria Maggiore et San Lorenzo Martire ; plus tard, en 1962, avec la contribution de l'association Pro Loco présidée par le professeur Giacomo Prampolini, le concours, qui se tient encore aujourd'hui, est devenu un corollaire important de la fête-Dieu. Le prix était et est toujours la statue en bronze du poète Sesto Properzio, poète latin dont les villes de Spello et d'Assise se sont disputé le lieu de naissance, que le groupe gagnant conservera jusqu'à l’édition suivante. 
La renommée des Infiorate de Spello a traversé les frontières régionales et nationales, et souvent les infioratori ont été appelés à créer des infiorate pour des personnages éminents (Sandro Pertini, Jean Paul II, Oscar Luigi Scalfaro) et ont apporté leur art en des lieux symboliques tels que Bethléem ou Lourdes.
Depuis 2002, les infioratori de Spello se sont organisés de manière indépendante et ont formé l'association Le infiorate di Spello avec pour mission d'organiser l'événement et le concours, et de promouvoir l'événement. L'association, qui a regroupé 1 000 membres au cours des dix premières années d'activité, comprend parmi ses organes l'assemblée générale des membres, l'assemblée des représentants des 40 groupes qui font les infiorate et un conseil d'administration composé de 11 membres : 7 infioratori élus par le maître infioratori, un représentant du maire de Spello, 1 représentant de l’Istituto Comprensivo de Spello, 1 représentant des églises collégiales distingués de Santa Maria Maggiore et San Lorenzo Martire.
En 2017, l'événement a reçu en reconnaissance la médaille de représentation du président de la République italienne ; l'année suivante, il a été inclus parmi les événements italiens de l'Année européenne du patrimoine culturel.

## Technique
Contrairement à d'autres événements similaires, les infioratori de Spello fabriquent des tapis au sol à partir de fleurs fraîches récoltées dans la nature, éventuellement séchées. L'utilisation de parties végétales autres que la fleur (en particulier les feuilles et les baies) est autorisée mais dans une moindre mesure que la composante florale. L'utilisation de bois sous quelque forme que ce soit et de tout type de matière synthétique est interdite. La fleur peut être utilisée entière mais dans la plupart des cas, les pétales sont utilisés, soigneusement séparés de la corolle, à la fois frais et séchés, parfois écrasés mais non transformés en poussière. Ainsi, même les feuilles peuvent être utilisées fraîches ou séchées et hachées, mais pas pulvérisées. Le séchage doit avoir lieu au soleil de manière naturelle. Ces matières végétales constituent les couleurs avec lesquelles les différents tapis sont fabriqués et sont méticuleusement collectées et préparées dans la phase appelée capatura par les infioratori, qui commence des mois avant l'événement.
Le dessin peut être tracé à la craie au sol avec la technique de la quadrettature ou dessiné sur papier puis collé au sol, ce qui permet la création d'œuvres plus grandes et plus complexes. Les représentations, inspirées des thèmes religieux du christianisme, sont constituées de figures plates et bidimensionnelles, dans lesquelles un effet tridimensionnel peut être recherché exclusivement grâce à l'utilisation de techniques de perspective, chromatiques et de stratification de fleurs et d'espèces végétales spontanées réalisées par simple superposition, sans utilisation d'adhésifs. Les œuvres doivent avoir une longueur minimale de 12 mètres, dans le cas des tapis, ou une superficie d'au moins 24 mètres carrés, dans le cas des peintures. La différence entre les peintures et les tapis est basée sur la taille mais aussi sur la composition : dans les tableaux la partie figurative occupe toute la surface fleurie, tandis que dans les tapis la partie figurative reste au centre de la composition qui est précédée et suivie de géométriques. Dessins et décorations répétitives sont toujours réalisés avec des pétales de fleurs. 
En 1989, la poste italienne a dédié un timbre de 400 lires à l'exposition florale de Spello.

## Infiorate faits pour des événements spéciaux à Spello et dans le monde
- 1985 - Spello : visite du président de la République italienne Sandro Pertini
- 1986 - Pérouse : visite du pape Jean-Paul II
- 1993 - Foligno : visite du pape Jean-Paul II
- 1993 - Assise : livraison d'huile pour la lampe votive à l'occasion de la fête de Saint François
- 1994 - Spello : visite du président de la République italienne Oscar Luigi Scalfaro
- 2000 - Rome : exposition de fleurs sur la piazza del Popolo pour le Jubilé
- 2000 - Bethléem : exposition de fleurs sur la piazza della Mangiatoia pour l'Italie pour Bethléem
- 2002 - Cles : infiorata
- 2002 - Fabriano : Concours européen entre les villes de l'infiorate (premier prix aux infioratori de Spello)
- 2003 - Bruxelles : infiorata à l'occasion de la présidence italienne de l'Union européenne
- 2006 - Padoue : manifestation nationale de la CIA (Confédération italienne des agriculteurs)
- 2008 - Lourdes : 334 m² infiorata, créés avec d'autres infioratori italiens, pour la célébration du 150e anniversaire de l'apparition mariale
- 2012 - Venise : IIIe Conférence internationale sur la décroissance
- 2013 - Spello (24 juin) : Infiorata pour le concours européen "Entente Florale Europe" avec Spello candidat italien dans la catégorie "Municipalités"
- 2013 - Assise (4 octobre) : visite du pape François
- 2014 - Rome (29 juin) : exposition de fleurs sur la piazza Pio XII pour le V Congrès international des arts éphémères
- 2015 - Spello (5 juillet) : Infiorata dans l'église de Santa Maria Maggiore en l'honneur de l'archevêque titulaire de Hispellum (de) monsignor Piergiorgio Bertoldi
- 2015 - Milan (20 octobre) : Infiorata le long de la Via del Cardo à Expo2015, avec les plus beaux villages d'Italie et de la région Ombrie
- 2016 - Assise (4 août) : visite du pape François à la Porziuncola de S. Maria degli Angeli
- 2017 - Spello (19 mai) : visite du président de la République italienne Sergio Mattarella aux mosaïques de la villa romaine
- 2018 - Spello (24 mars) : inauguration de la Villa dei Mosaici
- 2018 - Assise (4 octobre) : fête de Saint François Patron d'Italie, en collaboration avec l'Association Nationale de la Ville de l'Infiorata